# Егорлычёк
Егорлычёк или Егорлычо́к (разговорн. Коси́чка) — река в Ростовской области России, правый приток Куго-Еи (бассейн Еи). Длина 28 км. В верховьях реки расположена крупная станица Егорлыкская. Русло реки — слабоизвилистое. Егорлычёк — типичная река северного полушария: правый берег чуть выше левого, основные притоки-балки — левые, а левая часть бассейна больше правой. На реке сооружены пруды.

## Название
Станица Егорлыкская находится в верховьях реки, и здесь река представляет собой ручей. До 1900-х годов ручей был безымянным, в разговорной речи его называли Воробьячкой, потому что ручей вброд переходили только воробьи. Это название до сих пор сохранилось за самым большим прудом в черте станицы Егорлыкской, после постройки которого ручей стал похож на реку. Название реки было дано в соответствии с царским указом, по названию станицы Егорлыкской — река Егорлычёк. Хотя обычно населённым пунктам присваивают название по реке, здесь реке присвоили название по наименованию наиболее крупного населённого пункта. Сама станица получила своё название в результате следующего. На пути движения войск по тракту от Батайска на Кавказ, до села Среднеегорлыкского (116 вёрст) не было населённых пунктов. На этом участке были основаны четыре новых населённых пункта. Егорлыкская оказалась крайней перед ключевым, важным и крупным по тем временам перевалочным пунктом — селом Среднеегорлыкским. Большая часть повинностей вновь образованной станицы была связана с обеспечением передвижения войск на участке до села Среднеегорлыкского, что и являлось предназначением станицы и предопределило её название.

## Течение
Река берёт начало на западе Доно-Егорлыкской равнины, к юго-востоку от станицы Егорлыкской. В верховьях река маловодна, и похожа на ручей. Через 6 км после Егорлыкской, река получает название Косичка. Здесь река достаточно многоводна, берега крутые, глинистые, сооружены большие пруды. Впадает в реку Куго-Ею с правой стороны, у села Октябрьского.
Река протекает по территории Егорлыкского и Зерноградского районов Ростовской области.

## Населённые пункты
На реке расположены следующие населённые пункты:
- ст-ца. Егорлыкская
- х. Ильинский
- с. Октябрьское

Кроме вышеуказанных населённых пунктов на территории водосборного бассейна реки расположен хутор Гирин.